# Tonumea
Tonumea (auch: Tanumea, Tonomaia, Tonumeia) ist eine Insel im Archipel Haʻapai, die zum Königreich Tonga gehört.

## Geografie
Das Motu liegt im Süden von ʻOtu Muʻomuʻa als nördlichste Insel der Nuku Islands-Gruppe; südlich liegt Nuku. Im Norden ist Mango die nächstgelegene Insel. Die maximale Höhe der Insel beträgt 27 Meter.

## Klima
Das Klima ist tropisch heiß, wird jedoch von ständig wehenden Winden gemäßigt. Ebenso wie die anderen Inseln der Haʻapai-Gruppe wird Tonumea gelegentlich von Zyklonen heimgesucht.